# Église Saint-Julien de Lavenay
Pour les articles homonymes, voir Église Saint-Julien.
L'église Saint-Julien de Lavenay, également dédiée à saint Pierre, est une église catholique située à Loir en Vallée, en France.

## Localisation
L'église est située dans le département français de le Sarthe à Loir en Vallée, sur la commune délégué de Lavenay.

## Historique
L'église est d'origine romane datant du XVe siècle et a été remaniée aux XVIIe et XIXe siècles.
Les peintures murales des XIVe et XVIe siècles ont été découvertes en 1953, représentant saint Martin bénissant saint Julien et des personnages divers avec des vêtements de style Renaissance italienne.
L'édifice est inscrit en totalité au titre des monuments historiques le 3 juillet 2020,.

## Description
Sur le mur, tout autour de l'église, est peinte une litre noire où sont passées diverses armoiries difficilement identifiables.
On peut voir un retable en bois orné d'un saint Pierre en plâtre portant un trousseau de clefs en bois doré. L'autel est en pierre.